# Heinrich Braun (Mediziner, 1862)

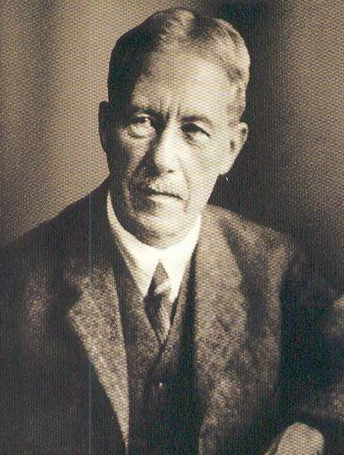
Heinrich Braun, um 1930

Heinrich Friedrich Wilhelm Braun (* 1. Januar 1862 in Rawitsch, Provinz Posen; † 26. April 1934 in Überlingen) war ein deutscher Chirurg und Anästhesiepionier, der unter anderem zu Beginn des 20. Jahrhunderts zur Entwicklung der Infiltrationsanästhesie beitrug.

## Leben und Werk
Heinrich F. Braun besuchte die Kreuzschule und das Vitzthum-Gymnasium Dresden, an dem er 1881 das Abitur ablegte. Er studierte an der Kaiser-Wilhelms-Universität, der Königlichen Universität zu Greifswald und der Universität Leipzig Medizin. Er bestand am 22. Dezember 1887 das Staatsexamen und wurde eine Woche später zum Dr. med. promoviert. Von 1888 bis 1891 hatte er eine knapp dreijährige Assistenzstelle an der Hallenser Chirurgischen Universitätsklinik inne. 1891 eröffnete er in Leipzig eine kleine Privatklinik und übernahm 1894 zusätzlich eine zweite. Im selben Jahr habilitierte er sich. Er wurde 1899 zum leitenden Oberarzt des neugebauten Diakonissenkrankenhauses Leipzig berufen und 1905 zum außerplanmäßigen Professor für Chirurgie an der Universität Leipzig ernannt. 1906 wechselte er als Ärztlicher Direktor an das Königliche Krankenstift in Zwickau. Hier sollte er 22 Jahre seinen Wirkungskreis haben.
Braun führte mehrere Neuerungen in Chirurgie und Anästhesie ein. Darunter waren die offene Wundbehandlung, die Erfindung der „Braunschen Schiene“ zur Beinlagerung, die Erfindung eines Narkosegeräts zur Dosierung der damaligen Narkosemittel Äther und Chloroform und die Einführung des von Alfred Einhorn entwickelten Procain mit Zusatz von Adrenalin (1903) zur Lokalanästhesie bzw. Infiltrationsanästhesie. Bei den ab 1897 durchgeführten Untersuchungen hatte Braun erkannt, dass durch Zusatz von Adrenalin als stark verdünnte Suprarenin-Lösung eine durch Gefäßverengung verlangsamte Resorption und dadurch auch eine geringere Toxizität des Lokalanästhetikums (Kokain) erreicht werden kann. An Brauns Lokalanästhetika-Forschung war sein Schüler Arthur Läwen beteiligt. Braun wandte auch Procainlösungen in der rückenmarksnahen Anästhesie an, die er zusammen mit dem Leipziger Pharmakologen Oskar Gros entwickelt hatte. Ab 1912 verwirklichte er zusammen mit dem Hamburger Chirurgen Hermann Kümmell und dem Berliner Chirurgen August Bier die Idee einer Operationslehre, die 1913 erschien und für Jahrzehnte das Standardwerk auf diesem Gebiet bleiben sollte.
Braun verwirklichte am Rande der Industriestadt Zwickau die Idee eines „Krankenhauses im Grünen“. 1913 war Baubeginn. Nach Unterbrechung durch den Ersten Weltkrieg konnte am 1. Dezember 1921 die Chirurgische Klinik eingeweiht werden; andere folgten in den nächsten Jahren. Der „Zwickauer Pavillonstil“ des damals hochmodernen Krankenhauses wurde Vorbild für eine Reihe anderer Krankenhausbauten in Deutschland und darüber hinaus. Heinrich Braun sah den zweckmäßigen Bau als sein Lebenswerk an.
Von dem Chemnitzer Arzt Gustav Boeters ließ Braun sich 1921 überzeugen, in seinem Krankenhaus eugenisch indizierte Sterilisationen vorzunehmen. Die Sterilisationen von zunächst drei Jungen und einem Mädchen waren nach dem seinerzeit geltenden Recht illegal und sollten auch dazu dienen, eine entsprechende gesetzliche Regelung herbeizuführen.
Heinrich Braun leitete von 1908 bis 1927 die Medizinische Gesellschaft Zwickau und wurde 1926 zum Ehrenbürger der Stadt Zwickau ernannt. Am 30. März 1928 wurde er aus dem aktiven Dienst verabschiedet.

## Ehrungen
- 1915 Kußmaulmedaille für Verdienste um die Heilkunde der Universität Heidelberg
- 1923 Ehrendoktorwürde der Zahnheilkunde der Universität Marburg
- 1923/24 Vorsitzender der Deutschen Gesellschaft für Chirurgie
- 1926 Ernennung zum Ehrenbürger der Stadt Zwickau
- 1934, sechs Monate nach seinem Tod, erhielt das maßgeblich von ihm geschaffene Zwickauer Klinikum ihm zu Ehren den Namen Heinrich-Braun-Krankenhaus
- Geheimer Medizinalrat[3]
- Braun war einmal Nobelpreis-Kandidat[4]

## Schriften (Auswahl)
- Über einige örtliche Anästhetika. In: Deutsche medizinische Wochenschrift. Band 31, 1905, S. 1665 ff.
- Die Lokalanästhesie, ihre wissenschaftlichen Grundlagen und praktische Anwendung. Leipzig 1914. Online